# Lingua sami di Ter
La lingua sami di Ter è una lingua sami parlata in Russia.

## Distribuzione geografica
Ter

Dialetti e insediamenti Sami in Russia:
Ter

La lingua sami di Ter risulta parlata da 2 persone in Russia. È attualmente la lingua meno diffusa al mondo.

## Storia
Verso la fine del XIX secolo, c'erano sei villaggi Sami di Ter nella parte orientale della penisola di Kola, con una popolazione totale di circa 450 persone. Nel 2004 erano rimasti soltanto 10 parlanti.

## Classificazione
La lingua sami di Ter fa parte delle lingue sami orientali.

## Note

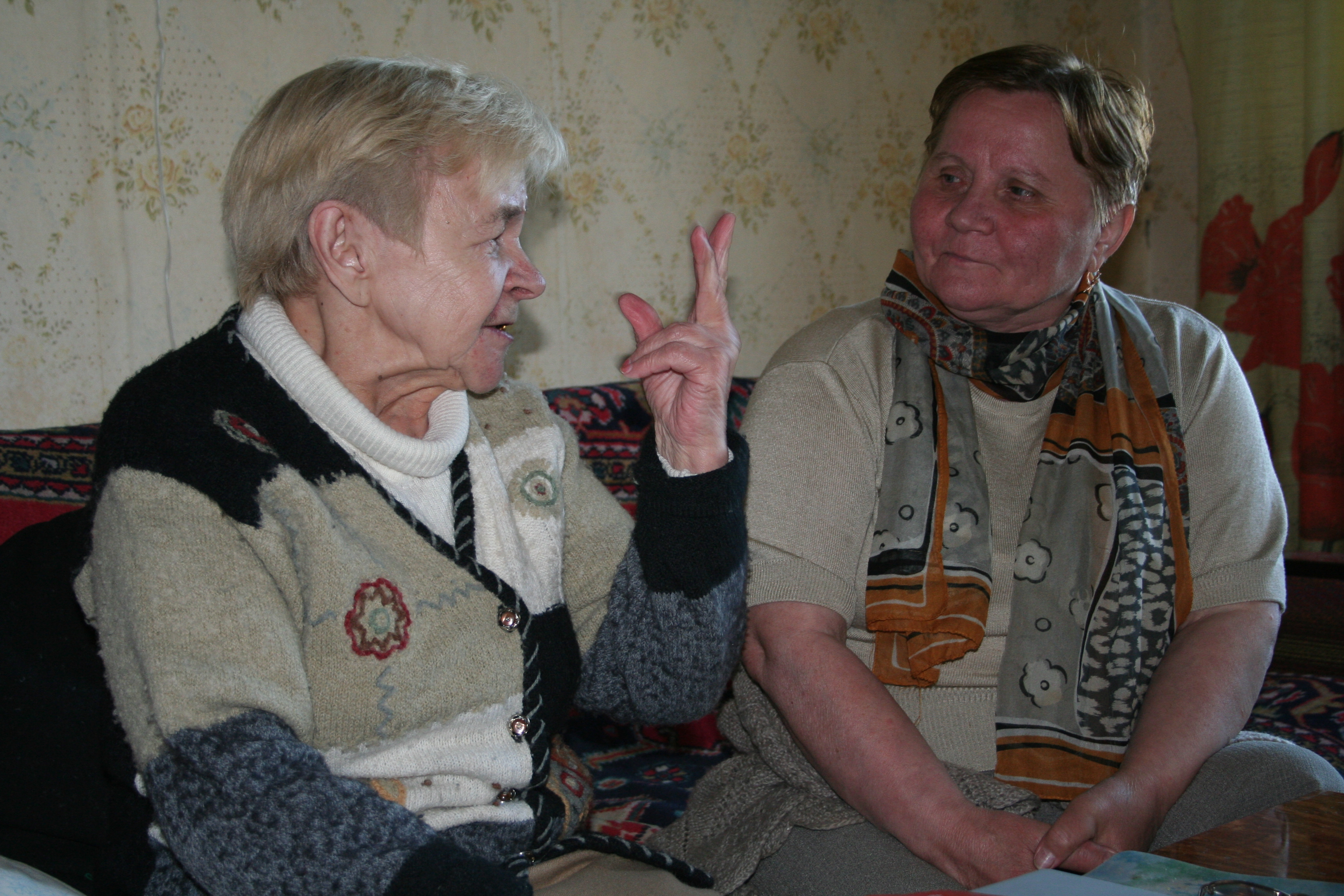
Le ultime 2 persone che parlano la lingua nel 2006: Zoja Gerasimova e Nina Afanas'eva.